# Kasarmikatu
Kasarmikatu (suédois : Kaserngatan) est une rue des quartiers de Kaartinkaupunki et Ullanlinna à Helsinki en Finlande.

## Présentation
Kasarmikatu commence à Vuorimiehenkatu à Ullanlinna et se termine au nord à Esplanadi, à Kaartinkaupunki. 
Korkeavuorenkatu est une rue parallèle à Kasarmikatu.
Le nom de Kasarmikatu signifiant la rue des casernes est dérivé de la caserne de la Garde, dont une extrémité ouest donne sur Kasarmikatu. Cependant, la façade principale de la caserne de la Garde, se trouve du côté de la place Kasarmitori, le long de la rue Eteläinen Makasiinikatu.

## Croisements du sud au nord
- Tähtitorninkatu
- Tarkk’ampujankatu
- Punanotkonkatu
  - Tramway 10 (arrêt: Kirurgi)
- Kaartinkuja
- Ullanlinnankatu
- Pieni Roobertinkatu
- Eteläinen Makasiinikatu
- Pohjoinen Makasiinikatu
- Rikhardinkatu

## Lieux et monuments
Parmi les monuments et lieux remarquables de la rue:
- Kasarmikatu 13, Hôpital chirurgical, Helge Rancken, Ludwig Bohnstedt, Frans Anatolius Sjöström, Sigismund Ringier, 1888
- Kasarmikatu 15, Manège de la Garde, Axel Hampus Dalström, 1877
- Kasarmikatu 24, Musée de l'architecture finlandaise, Magnus Schjerfbeck, 1899
- Kasarmikatu 28, Theodor Höijer, 1880
- Kasarmikatu 30, Station électrique de Kasarmitori, Selim A. Lindqvist, 1909
- Kasarmikatu 38, Centrum, Gustaf Wilhelm Nyberg
- Kasarmikatu 40, Maison de la Nation de Nyland, Karl Hård af Segerstad, 1901
- Colline de l'observatoire

## Galerie

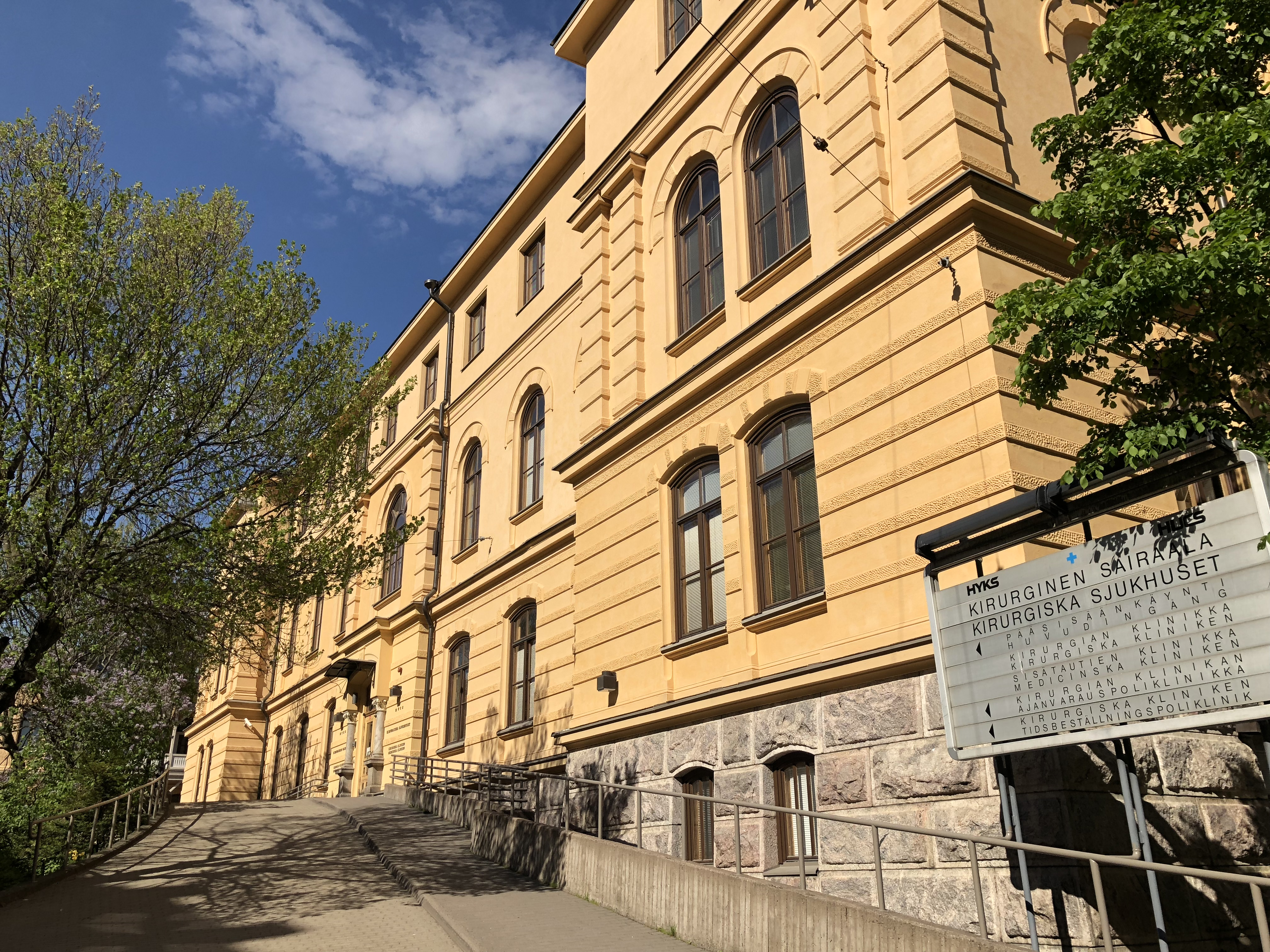
Hôpital chirurgical
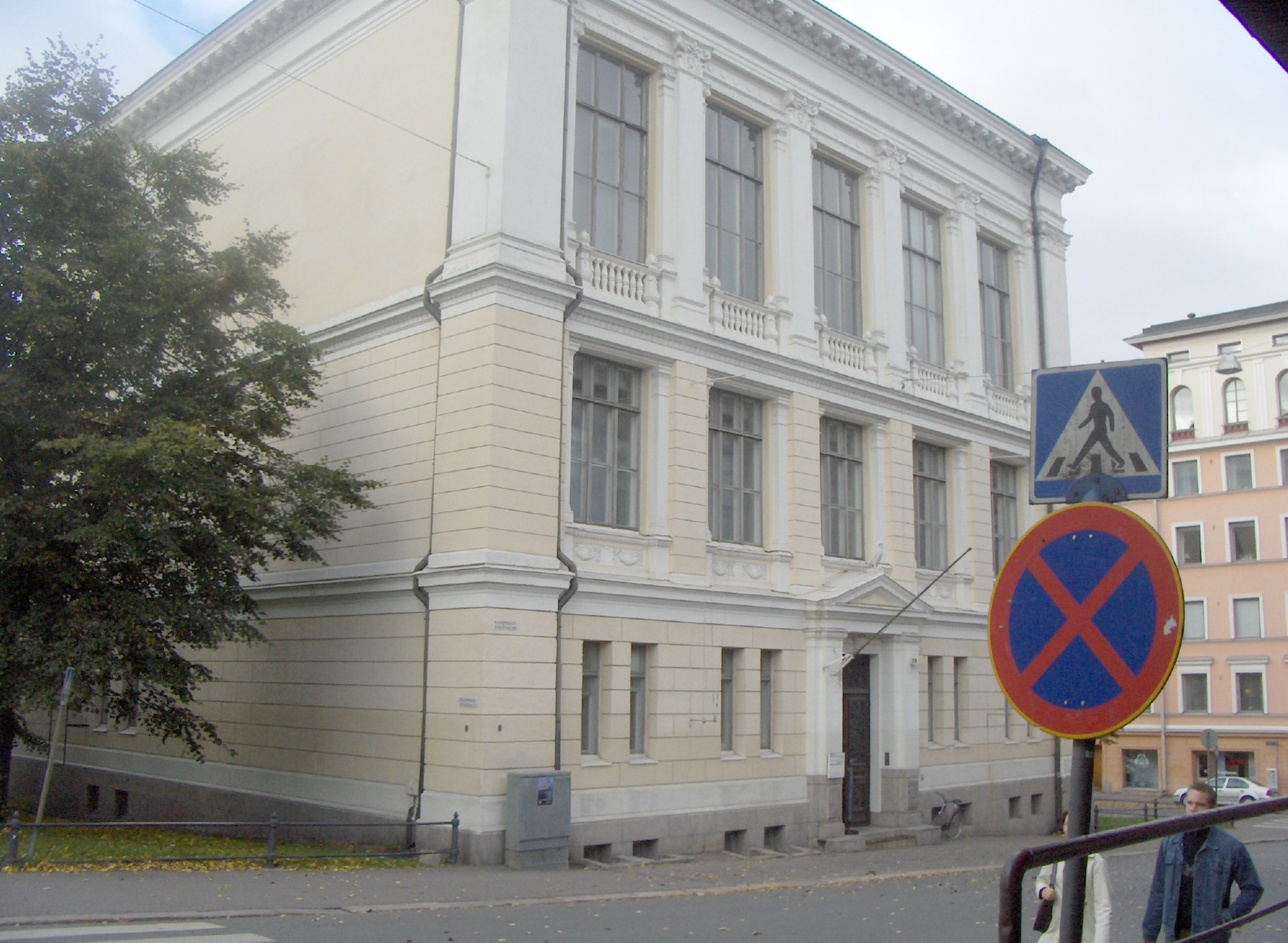
Musée de l'architecture finlandaise
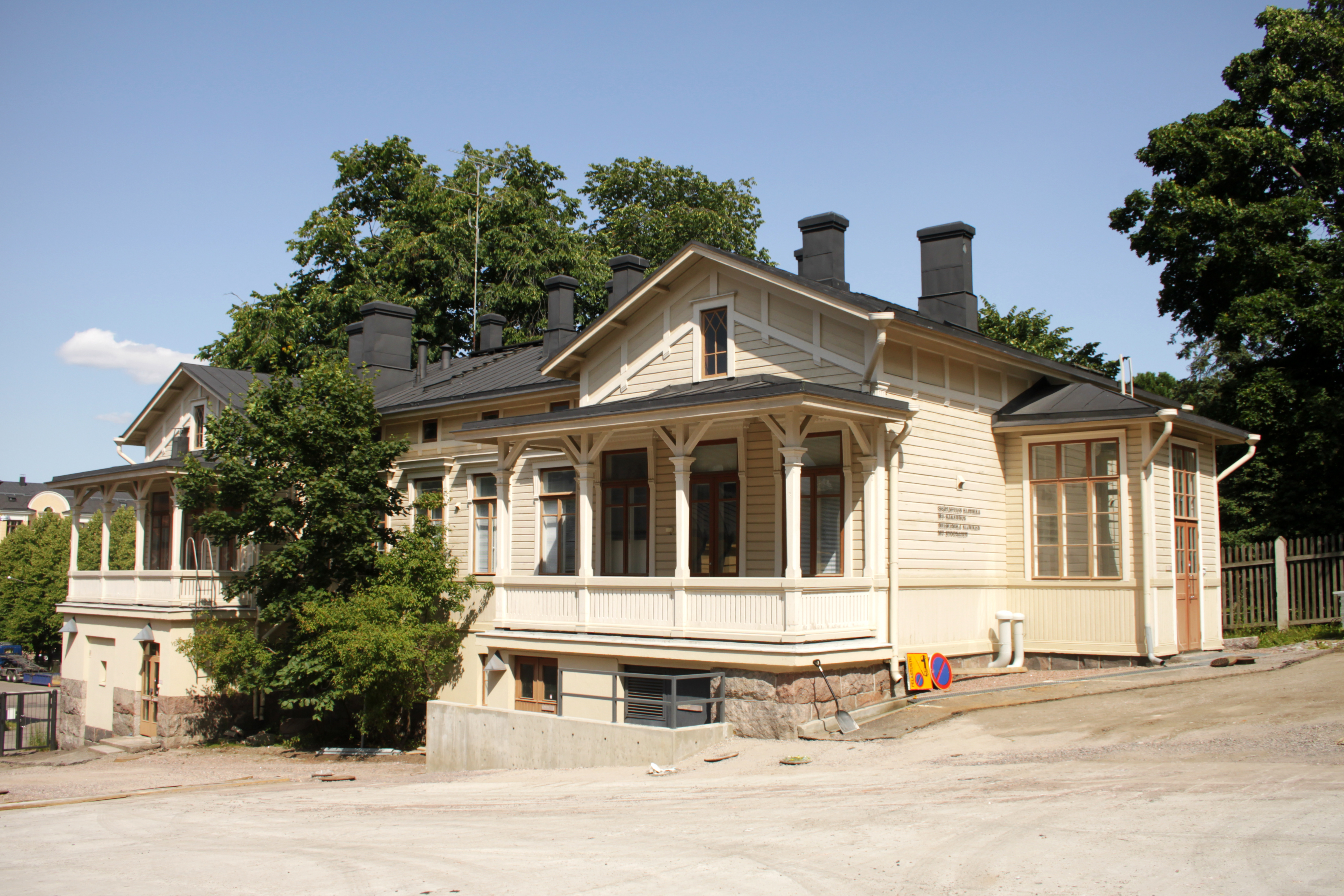
Kasarmikatu 11-13
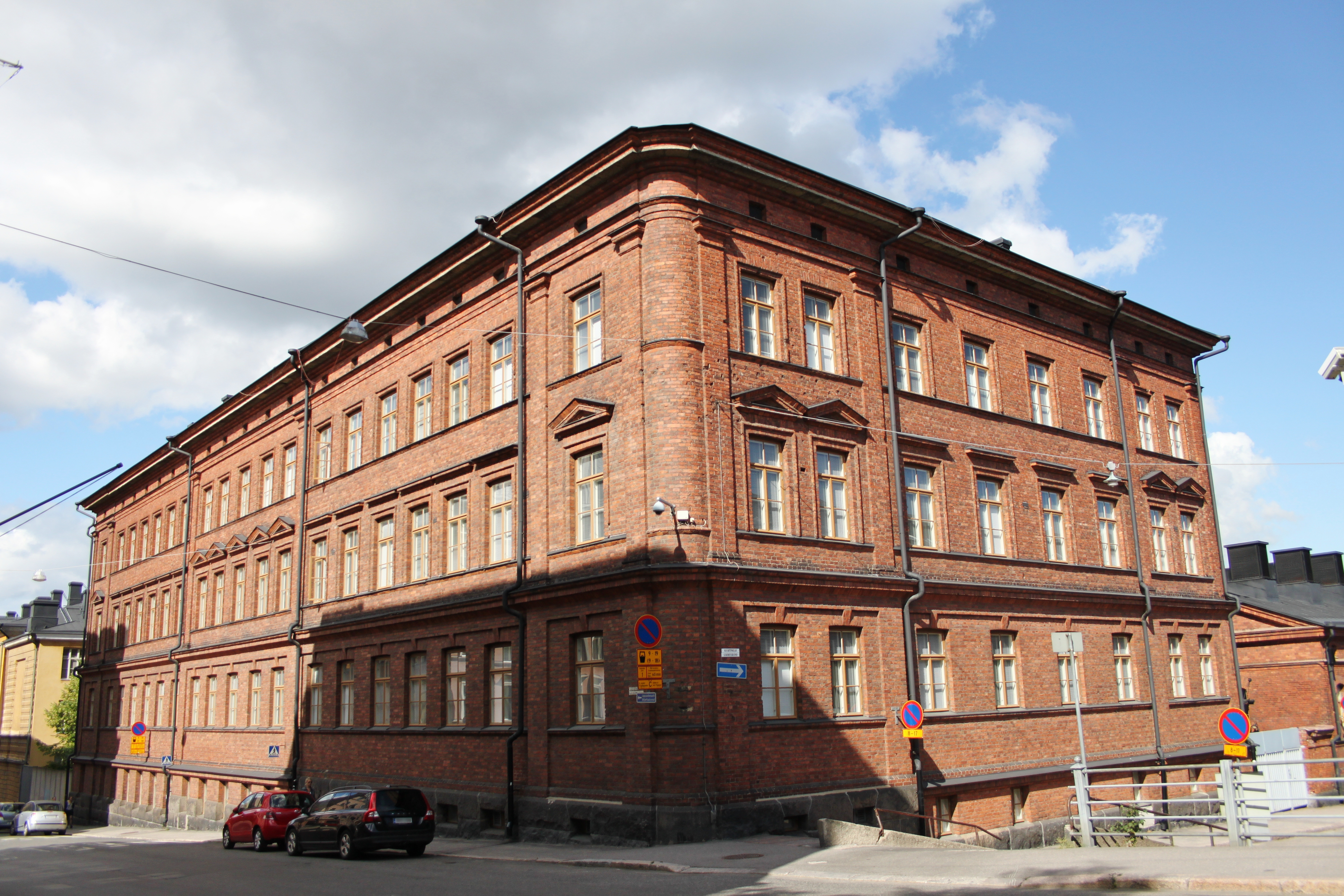
Bâtiment de la caserne de la Garde finlandaise
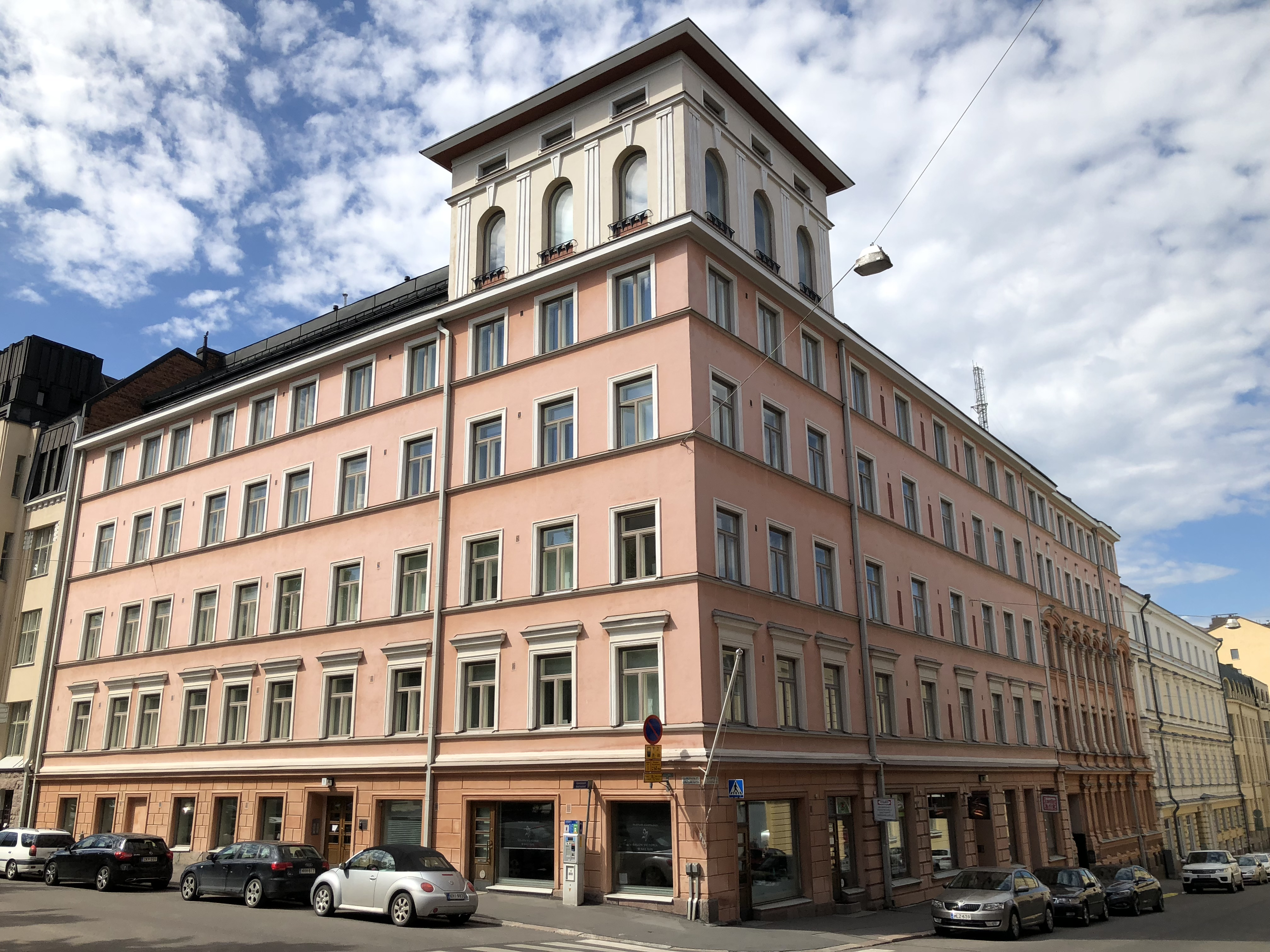
Kasarmikatu 26
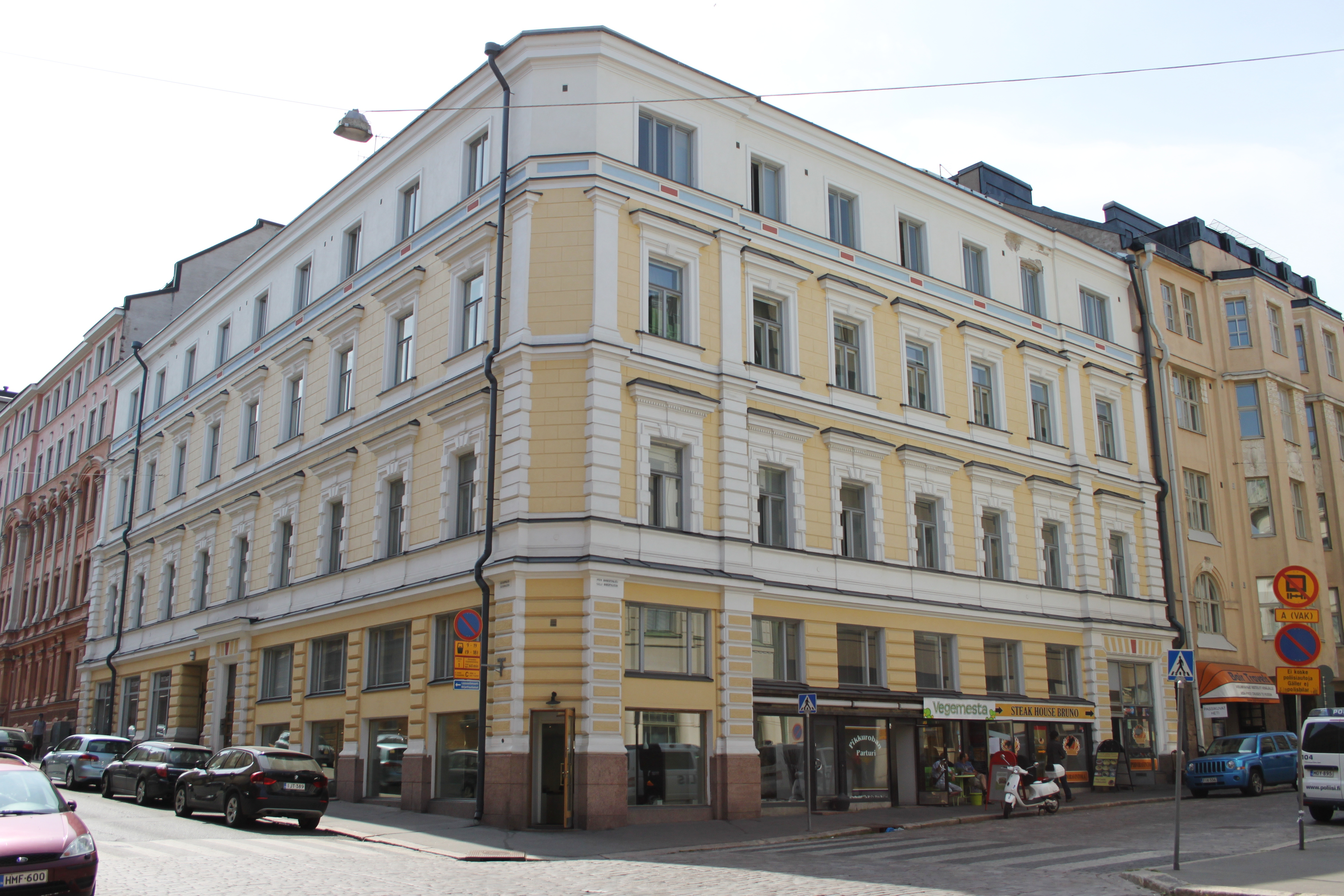
Kasarmikatu 28
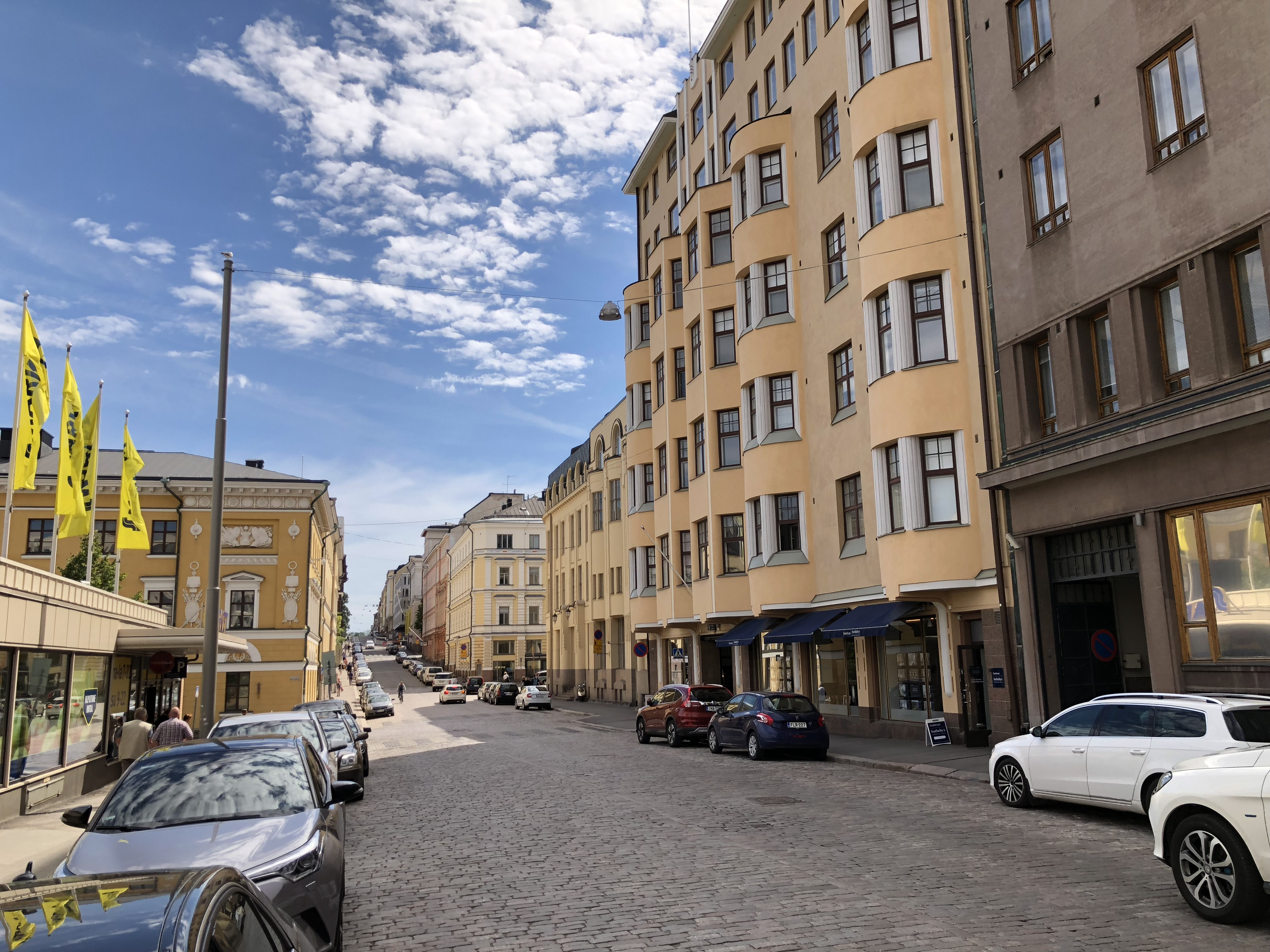
Kasarmikatu 36
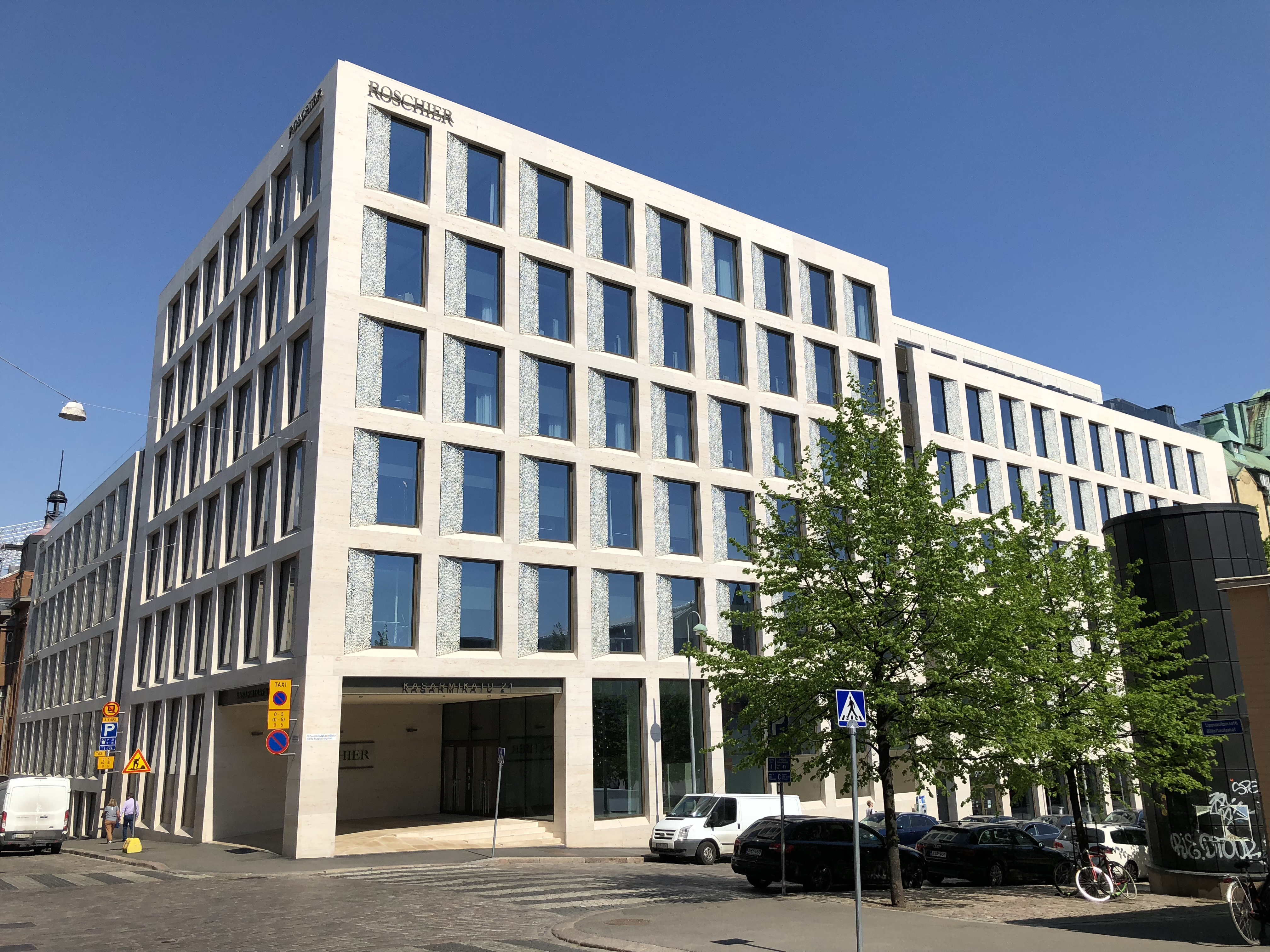
Kasarmikatu 21
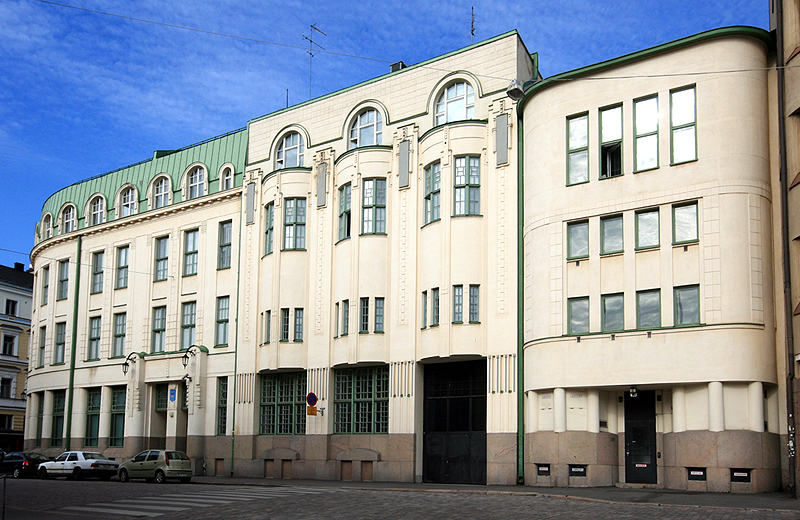
Kasarmikatu 30.
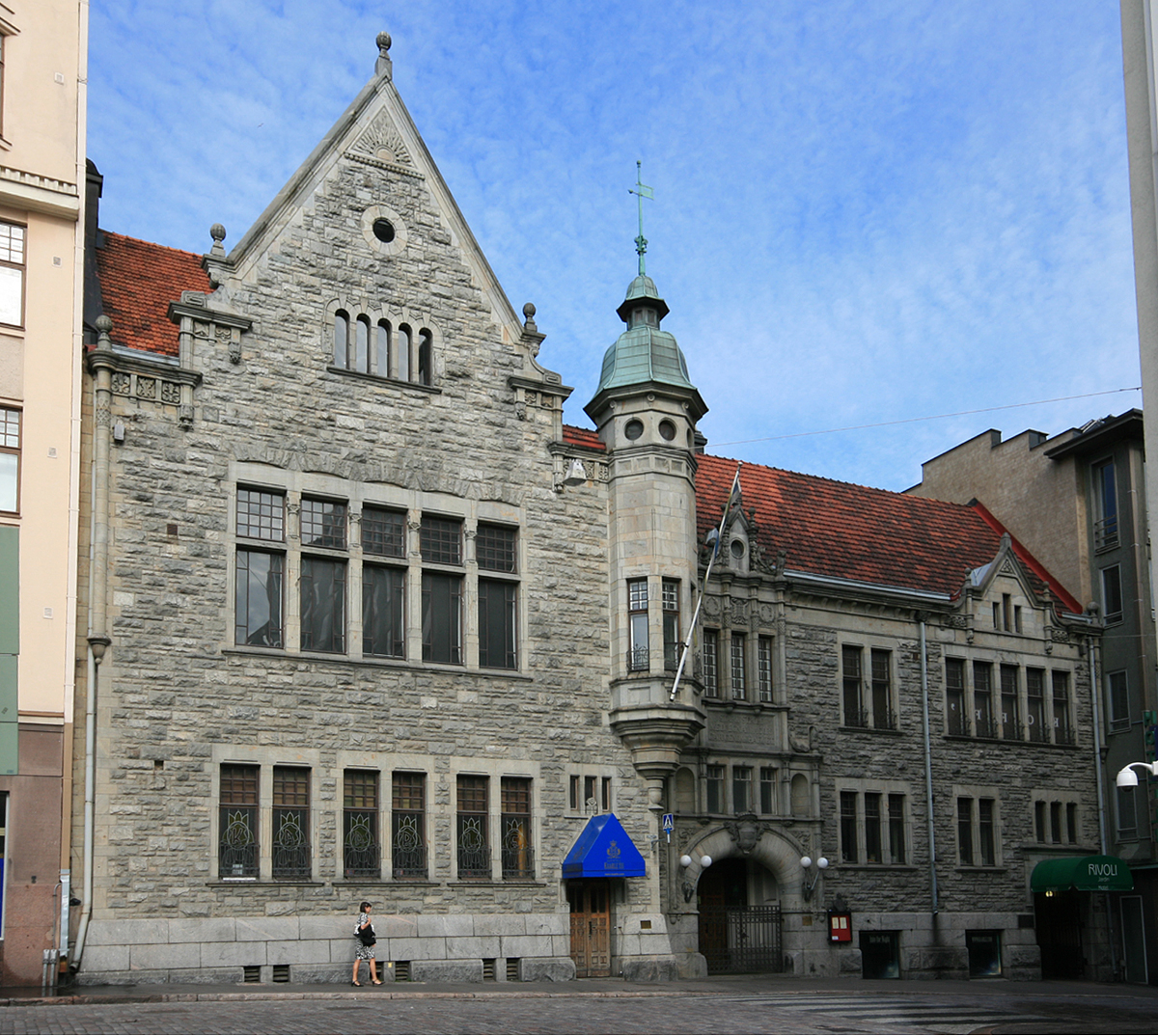
Kasarmikatu 40.